# Escudo de Baja California
El Escudo de Armas del Estado Libre y Soberano de Baja California es el símbolo estatal representativo del Estado. Baja California y su escudo que le representa la justicia y el valor.

## Historia
El 16 de enero de 1952 se publicó en el Diario Oficial de la Federación en el decreto aprobado por el presidente Miguel Alemán, en el que se reconoce a Baja California como el estado 29 de la república mexicana.
El 16 de agosto de 1953 se promulgó la Constitución Política del Estado Libre y Soberano de Baja California.
El 16 de febrero de 1956, el gobernador Braulio Maldonado Sandéz convocó a un certamen para diseñar el escudo de Baja California, dónde el ganador fue Armando Delbouis.  

## Marco Legal
“La Bandera, el Himno y el Escudo Nacionales, son los símbolos obligatorios en todo el Estado, pero éste tendrá además su propio escudo. No habrá otras banderas, otros himnos ni escudos de carácter oficial. El uso de los símbolos nacionales se sujetará a lo dispuesto por los ordenamientos federales.”
Constitución Política del Estado Libre y Soberano de Baja California, Capítulo III, Artículo 6.

## Descripción y Significado
El Sol, símbolo de la luz y fuente inagotable de energía, calor y vida, dentro de la figura del Sol se aprecia la leyenda "Trabajo y Justicia Social" que fue uno de los postulados de la revolución mexicana.
En la cabecera y a cada lado se aprecian dos torsos de figuras humanas, uno de mujer y el otro de hombre, unidos de las manos por el centro, las que proyectan rayos de luz, símbolo de energía.
En su otra mano el hombre sostiene un libro, símbolo de cultura, en tanto la mujer en su otra mano sostiene una probeta que simboliza la química, una escuadra como símbolo de la ingeniería y un símbolo de la medicina. El conjunto expresa el trabajo intelectual y la ciencia unidos para producir fuerza creadora.
En un extremo de la parte media se observa un campo de siembra representado por unos surcos y unas plantas estilizadas que evocan la agricultura como símbolo del estado. En el horizonte una serranía nos recuerda la geografía del estado así como sus recursos mineros. En el otro extremo de la parte media se contempla un engrane en primer término y al fondo una fábrica en plena actividad, en su conjunto la parte media del escudo representa el trabajo agrícola, industrial y minero que se desarrolla en el estado.
En la parte inferior se aprecian el desierto, y el Río Colorado desembocando en el Mar de Cortés o Golfo de California del cual surge la figura de un fraile misionero, uno de tantos que colonizaron la región, ellos trabajaron la tierra y llevaron la luz del evangelio a las almas de los primeros habitantes de la región, el fraile misionero con los brazos abiertos contempla su obra. El conjunto representa el origen misionero de Baja California y el amor de ellos a la tierra y a la humanidad.
A los lados y surgiendo del mar se ven dos olas estilizadas que entrelazan el escudo, entre las olas se ven dos peces, el conjunto representa los dos litorales del estado.